# Provincia de Askerán
La provincia de Askerán (en armenio: Ասկերանen) fue una provincia de la autoproclamada República de Artsaj. Si bien la provincia fue parte de facto de Artsaj, la república tuvo un reconocimiento internacional limitado y el territorio de la provincia fue, de iure, parte de la República de Azerbaiyán, fue casi coincidente con el raión de Jóyali. Estaba en el centro de Artsaj, rodeando la capital, Stepanakert. Era notable por las ruinas de Tigranakert.

## Geografía
Askerán lindaba con la provincia de Martakert en el norte, el raión de Agdam de Azerbaiyán en el este, la provincia de Hadrut y provincia de Shushi en el sur, provincia de Martuni en el sureste y provincia de Kashatagh en el oeste. Stepanakert, la capital de la República de Artsaj, se encontraba al suroeste de la provincia.

## Historia
Durante la Edad Media, el lado izquierdo de la provincia de Askerán era parte del Principado de Jachen y el lado derecho Varanda, cuyo centro era Avetaranots, ubicado en el sur de la provincia.
Tras la formación del Óblast autónomo del Alto Karabaj se formó una raión que se centró en Stepanakert. En 1978, Askerán se convirtió en el centro del raión, y este pasó a llamarse Askerán. En 1979 se registraron un total de 52 asentamientos.
Cuando se dio inicio el conflicto del Alto Karabaj, el gobierno de Azerbaiyán comenzó a implementar un plan para crear un nuevo centro de raión. De 1988 a 1990, la población de la aldea de Jóyali aumentó de 2135 a 6000 residentes. Estos consistían principalmente en inmigrantes de Asia Central (más de 2000 turcos mesjetianos) y Armenia (alrededor de 2000). En abril de 1990, Jóyali recibió el estatus de ciudad, convirtiéndose en un centro regional.
Desde la perspectiva azerí, el raión de Jóyali recién creado incluye lo que es de facto la provincia de Askerán, así como una parte del antiguo raión de Martuni. Esta antigua parte del raión de Martuni es nominalmente parte del raión de Agdam.